# Marcus Annius Verus (kroonprins)
Marcus Annius Verus, (163-169/170), was een zoon van Marcus Aurelius en Faustina en werd in een ceremonie op 12 oktober 166 samen met zijn oudere broer Commodus tot kroonprins verheven.  Hij stierf echter enkele jaren later in 169 of 170.